# Tadeusz Łoś-Kamiński
Tadeusz Łoś-Kamiński (ur. 25 maja 1950 w Człuchowie) – polski polityk, samorządowiec, senator II kadencji.

## Życiorys
Na przełomie lat 60. i 70. studiował filozofię w Gdańsku, a w 1982 ukończył studia mechaniczne na Politechnice Rzeszowskiej. Pracował w spółdzielczości, później zajął się prowadzeniem własnej działalności gospodarczej. Na początku lat 80. dołączył do „Solidarności”, był delegatem na pierwszy zjazd wojewódzki związku.
W latach 1991–1993 był senatorem II kadencji z województwa tarnowskiego. Od 1998 do 2001 pełnił funkcję starosty powiatu dębickiego. Później został zatrudniony w szpitalu w Straszęcinie na kierowniczym stanowisku.
Działał w Partii Chrześcijańskich Demokratów, PPChD, SKL-RNP i Partii Centrum. W 2006 i 2010 z listy Prawa i Sprawiedliwości ponownie uzyskiwał mandat radnego powiatu dębickiego, obejmując w 2006 stanowisko przewodniczącego rady. Także z listy PiS (jako członek Partii Centrum) w przedterminowych wyborach parlamentarnych w 2007 bez powodzenia kandydował do Sejmu w okręgu rzeszowskim.
W 2011 prezydent Bronisław Komorowski odznaczył go Krzyżem Kawalerskim Orderu Odrodzenia Polski. W 2016 otrzymał Krzyż Wolności i Solidarności.